# Eliana Bórmida
Eliana Bórmida és una arquitecta argentina, cotitular de l'estudi Bórmida i Yanzón, amb seu a Mendoza, Argentina, especialitzat en cellers vitivinícolas. L'estudi ha realitzat, entre 1988 i l'actualitat, més de 30 cellers, que han estat difosos en mitjans nacionals i internacionals i diversos n'han rebut premis. Bórmida conjuga l'activitat de l'estudi amb l'acadèmica desenvolupant una extensa trajectòria en el camp de la preservació del patrimoni. El 2012 va rebre el Premi Konex d'Arquitectura.

## Biografia
Des de petita li van interessar les humanitats, l'art, el dibuix i la lectura. Va estudiar en una escola superior de magisteri i tenia la determinació d'estudiar filosofia. Quan estava en el col·legi secundari va viatjar a Chicago amb una beca d'intercanvi i allí es va interessar per l'arquitectura quan va conèixer un arquitecte, parent de la família que l'albergà. Quan va tornar a Mendoza, Bórmida es va inscriure en la recentment inaugurada Facultat d'Arquitectura de la Universitat de Mendoza dirigida per Enrico Tedeschi i on ensenyaven professors de Córdoba, Santa Fe i San Juan que promovien el moviment modern i una forma integral d'entendre el disseny. Allí es gradua el 1972. Va cursar amb ella Mario Yanzón, posteriorment el seu soci i marit.

## Trajectòria
Els projectes de l'estudi són liderats tant per Bórmida com per Yanzón. Després del divorci continuen treballant associats fins a l'actualitat sota aquest format. Una de les filles de la parella, Luisa Yanzón, és arquitecta i treballa també dins de l'estudi realitzant disseny d'interiors. L'activitat professional de l'arquitecta integra el disseny i la direcció de projectes de diferents tipus i escala, que desenvolupa al capdavant de l'equip del seu estudi. Les seves obres parteixen d'una conceptualització integradora d'arquitectura i context, entès aquest com a paisatge natural i cultural, que busca donar a l'arquitectura un suport i una projecció transcendents, per aportar a la identitat regional. L'estudi B&I ha realitzat els més importants cellers de la província.
L'experiència de Bórmida ve de la pràctica professional i també de la docència i la recerca universitàries. És professora emèrita de la Universitat de Mendoza des de 2011, on va ser professora titular d'Història de l'Arquitectura i l'Urbanisme (1973-2005) i fundadora i directora de l'Institut de Cultura Arquitectònica i Urbana. Alberto Nicolini va col·laborar per consolidar l'institut, que era alguna cosa excepcional en una universitat privada. Allí va desenvolupar temes de patrimoni cultural i identitat regional andins i va iniciar una línia de recerca sobre patrimoni cultural del vi a Mendoza.
Entre 1995 i 2003 va ser delegada de la CNMMyLH (Comissió Nacional de Museus i de Monuments i Llocs Històrics) i d'ICOMOS Argentina (Consell Internacional de Monuments i Llocs). Aquest camí s'inicia des dels primers temps de la carrera de Bórmida, que participa en les trobades organitzades per l'Institut d'Història que coordinava Marina Waisman, pionera en la temàtica a Argentina. L'any 2007 va ser distingida per la presidència de la República Italiana amb la Stella dell'Ordine della Solidarietà Italiana. El 2014 va ser declarada ciutadana il·lustre de la ciutat de Mendoza.
En l'actualitat es dedica a la seva activitat en l'estudi i manté una activa participació en reunions i en publicacions especialitzades, relatives a l'arquitectura agroindustrial, el turisme agrari i la conservació i promoció del patrimoni natural i cultural.

## Obres
- Guia d'arquitectura.[11]
- Factors ambientals. Celler Atamisque / Capella de la Gratitud.[12]
- Eix de vins. Celler Salentein, Argentina.[13]
- Vinyers en el paisatge. Celler Setè, Argentina.[14]